# Rein van Schagen
Rein van Schagen (Surabaja, 28 februari 1953) is een Nederlands regisseur, theatermaker en -acteur. Na het afronden van de Toneelacademie Maastricht vervolgde hij zijn opleiding in Londen. Met Tim Jones ging hij eind jarig tachtig in zowel Engeland als Nederland de theaters in als theaterduo Foreign Bodies. Terug in Nederland ging hij naast zijn acteerwerk ook als regisseur aan de slag, onder andere voor de AVRO, VARA en Teleac/NOT. Zo schreef en regisseerde hij de tiendelige serie Economie in beeld en de driedelige miniserie De middeleeuwen (met  onder andere Wimie Wilhelm en Lies Visschedijk) en was hij als assistent-regisseur betrokken bij Oppassen!!!, Zeg ‘ns AAA en Kinderen geen bezwaar. 

## Filmografie
Een selectie van televisieseries waar Rein van Schagen als (assistent-)regisseur en/of schrijver bij betrokken was: 
- Het Zandkasteel (2012)
- Kinderen geen bezwaar (als spelregisseur vanaf 2010, 152 afleveringen)
- Vroeger & Zo (2007-2013)
- Schooltv-weekjournaal (2006)
- Vrienden zonder grenzen (2006-2009)
- Overleven in ontwikkelingslanden (2004-2005, tiendelige serie voor Plan Nederland)
- Ff moeve (2004, vierdelige miniserie Teleac/NOT)
- Westenwind (1999, 2 afleveringen)
- Koekeloere (1997-1999)
- Economie in beeld (1994, tiendelige serie Teleac/NOT)
- Zeg ‘ns AAA (1990-1993, 165 afleveringen)
- Oppassen!!! (1991-1993, 48 afleveringen)